# Sabretache

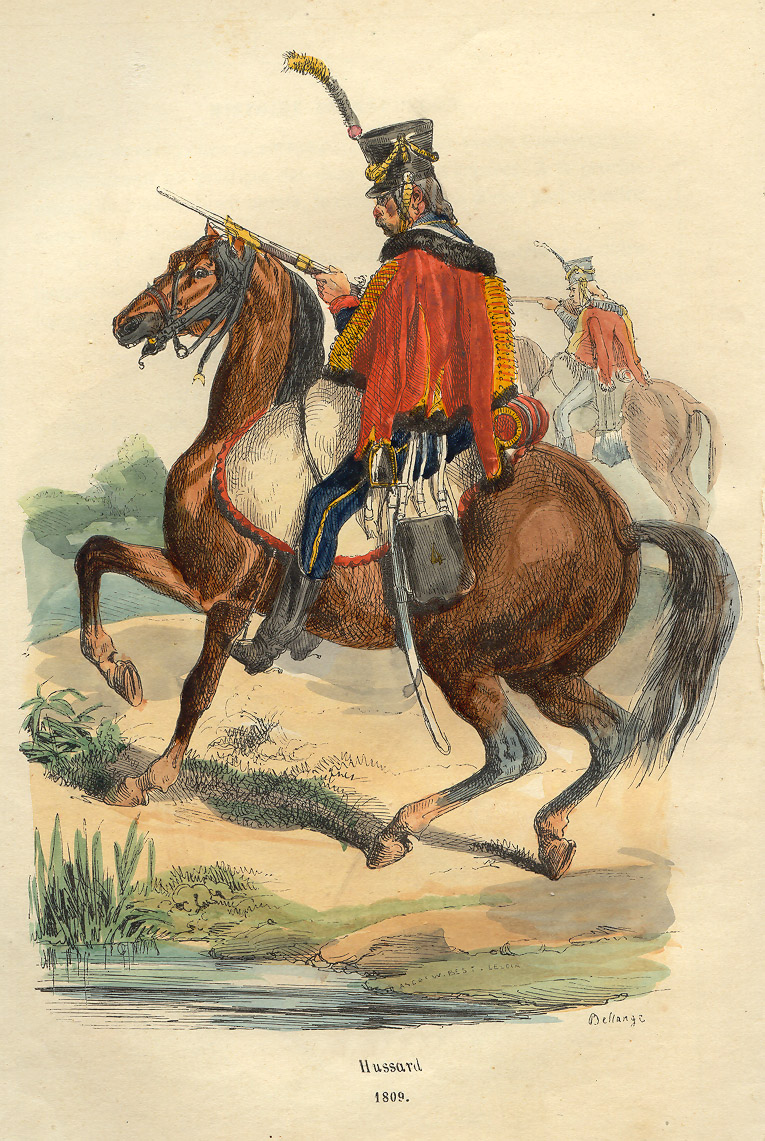
Hussard français en 1812 avec sa sabretache noire qui pend au côté du fourreau de son sabre (illustration d'Hippolyte Bellangé).

Une sabretache est une sacoche plate qui s'attache au ceinturon des cavaliers et qui pend avec le sabre sur leur côté gauche. La sabretache perd au fil du temps son côté pratique et devient de plus en plus un objet de parure. Elle fut en usage dans toutes les armées européennes, principalement aux XVIIIe siècle et XIXe siècle.

## Étymologie
Le terme français est emprunté à l’allemand Säbeltasche composé des mots Säbel et Tasche signifiant poche de sabre. 

## Histoire

### Origine
La sabretache dérive du sac en cuir plat porté traditionnellement par les cavaliers hongrois et appelé tarsoly. Les premiers exemplaires ont été trouvés dans des tombes de guerriers magyars de la conquête de la Pannonie au Xe siècle. Ces modèles primitifs de la sabretache étaient généralement renforcés et décorés avec des bandes de métal, parfois en argent et servaient de poche pour de petits ustensiles, comme, les objets indispensables au feu : silex, amadou... À la fin du XVIIe siècle et au début du XVIIIe siècle, lorsque l'ensemble des armées européennes commencent à intégrer des régiments de hussards dans leur troupes, la sabretache est au fur et à mesure assimilée par différentes unités de leur cavalerie légère.

### Objet utile
La sabretache est une sacoche plate en cuir portée par les cavaliers et destinée à transporter de petits objets, voire un peu de nourriture. Elle peut également contenir des documents ou des cartes lorsqu'ils sont en campagne. Elle est rectangulaire et le bord inférieur de sa pattelette est en forme d'accolade. La sabretache contient généralement 2 poches internes afin d'augmenter la place disponible.   
Même si ses dimensions varient légèrement en fonction des nations, époques et unités qui l'utilisent, elle conserve une taille limitée. Ainsi, la sabretache utilisée par les régiments de hussards anglais au XIXe siècle sous le règne de Victoria mesurent moins de 28 cm sur 25 cm (11½″ x 10¼"). Ces longueurs correspondent à la patelette qui recouvre le sac proprement dit, lui-même ne mesurant que 20 cm sur 15 cm (8⅞" x 6⅝"). Durant le 1er Empire, certaines sabretaches françaises ont une double poche en basane doublé de grosse toile écrue. 
Généralement, la sabretache est attachée au ceinturon du cavalier grâce à trois sangles et passants-coulants en cuir reliés à des bélières ou anneaux en laiton. Elle descend fort bas le long du côté gauche et doit toucher le mollet lorsque l'homme est debout.  
Une sabretache s'use rapidement car elle frotte en permanence sur d'autres surfaces : sabre, flanc du cheval, selle ou schabraque. Sous le règne de Louis XVI, le ceinturon et la sabretache sont remplacés tous les 10 ans.

### Objet de décoration
Jusqu'à la fin du XIXe siècle, la sabretache reste un des éléments distinctifs des régiments de hussards. Au cours de ce siècle, d'autres unités européenne de cavalerie légère (chasseurs à cheval), de ligne (lanciers, dragons) et même d'artillerie l'intègrent dans leur tenue réglementaire. Considérée peu à peu comme devenue inutile, elle est graduellement abandonnée pour les troupes actives et n'est conservée, un temps encore, que pour son intérêt ornemental. 
La pattelette qui est la partie visible de la sabretache est l'objet de décoration. Elle est habituellement en cuir et est souvent recouverte de tissu brodé ou d'appliques (souvent des écussons) en laiton, bronze ou cuivre. Ces éléments ornementaux (aigle, couronne, monogramme, armoiries…) servent de symboles distinctifs pour les différents régiments qui la portent. En France, à partir du 1er Empire, le numéro du régiment est toujours indiqué. 
Les sabretaches des officiers et sous-officiers sont généralement plus ornées que celles des simples cavaliers. Les galons sont plus riches et des franges en laine colorée peuvent encadrer la pattelette.

## Usage dans les régiments de hussards français
Sous l'Ancien Régime, un modèle unique de sabretache est valable pour les différents régiments de hussards. Sous le règne de Louis XV, c'est une fleur-de-lys couronnée qui décore la pattelette et sous le règne de Louis XVI, c'est le monogramme royal (deux lettres L entrelacées) couronné qui est choisi. Seule la couleur de ces décorations et du cordonnet qui les borde est différente d'un régiment à l'autre, :
- Colonel-Général : blanc.
- Berchény : blanc puis bleu céleste.
- Chamborant : noir puis bleu céleste
- Conflans : vert.
- Estherazy : blanc puis bleu céleste.
- Lauzun : blanc.

Durant le 1er Empire, entre 1804 et 1812, 6 modèles différents de sabretaches sont rencontrés :
- Le type consulaire porté entre 1801 et 1807 consiste en un nombre surmonté de la couronne civique et entouré par deux branches de laurier.
- Le second modèle actif entre 1804 et 1812 a toujours un nombre avec deux branches de laurier, mais est surmonté par la couronne impériale.
- Le troisième type identifié est également porté entre 1804 et 1812 introduit l'aigle impérial quelquefois entouré par deux branches de laurier et par la couronne impériale.
- Le quatrième modèle fort simple n'a que le numéro du régiment ou un écusson en laiton.
- Le cinquième type n'a qu'un aigle couronné.
- Le type 1812 a un aigle couronné qui surmonte le numéro du régiment[8].

En 1812 et jusqu'à la fin de l'Empire, un modèle unique est introduit pour tous les régiments. La sabretache est en cuir noir, avec un aigle et le numéro du régiment en métal blanc ou jaune selon la couleur des boutons du cavalier. 
Durant la Seconde Restauration, ce modèle diffère peu. La sabretache en cuir noir est ornée d'un écusson en laiton portant les armes royales et le numéro du régiment.
La sabretache est abandonnée à la suite de la guerre franco-allemande de 1870.

## Galerie

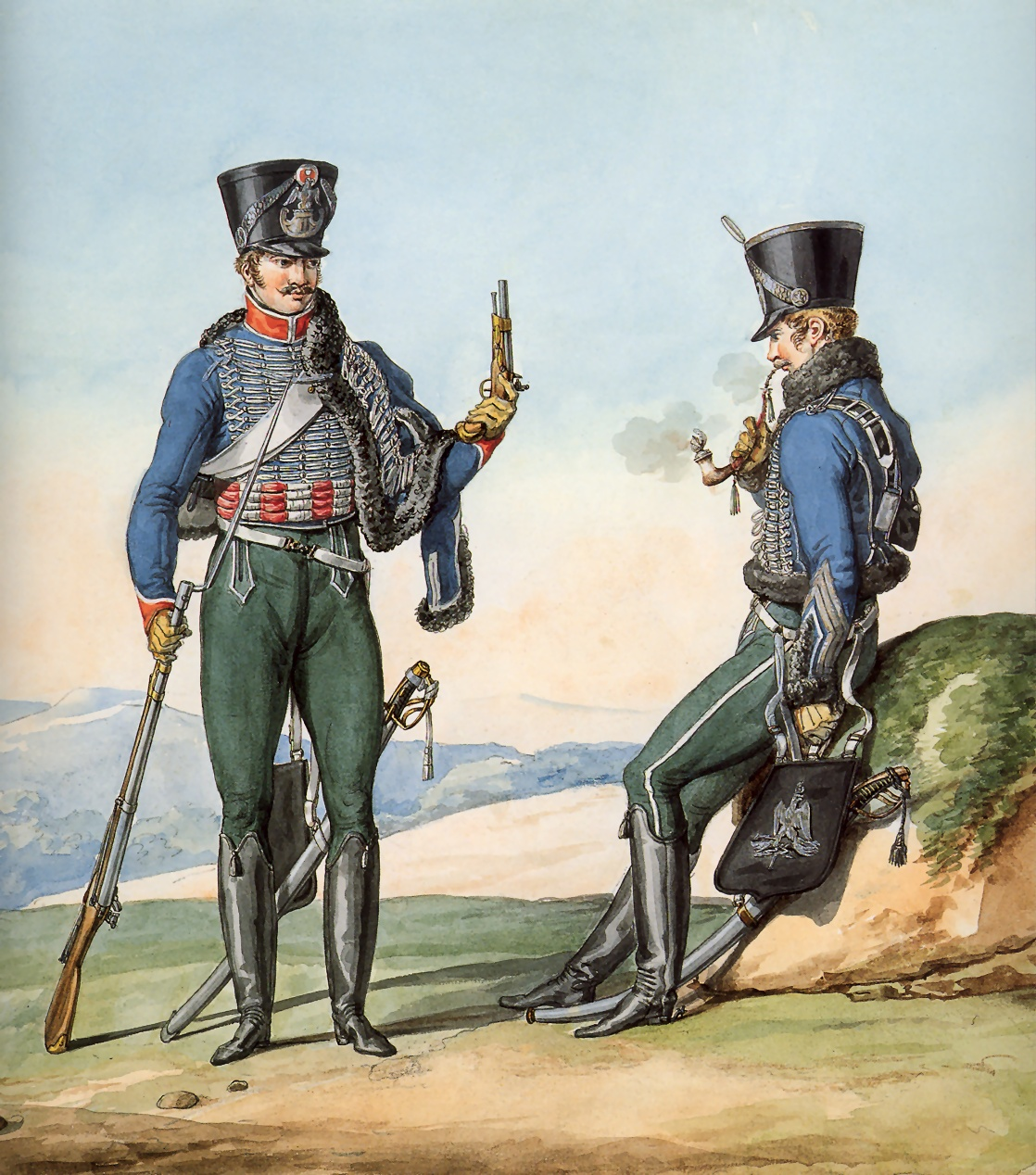
Hussards français du 1er régiment de hussards en 1812 par Carle Vernet.
Commandant du 11e régiment des lanciers du Bengale en 1867, armée pakistanaise.
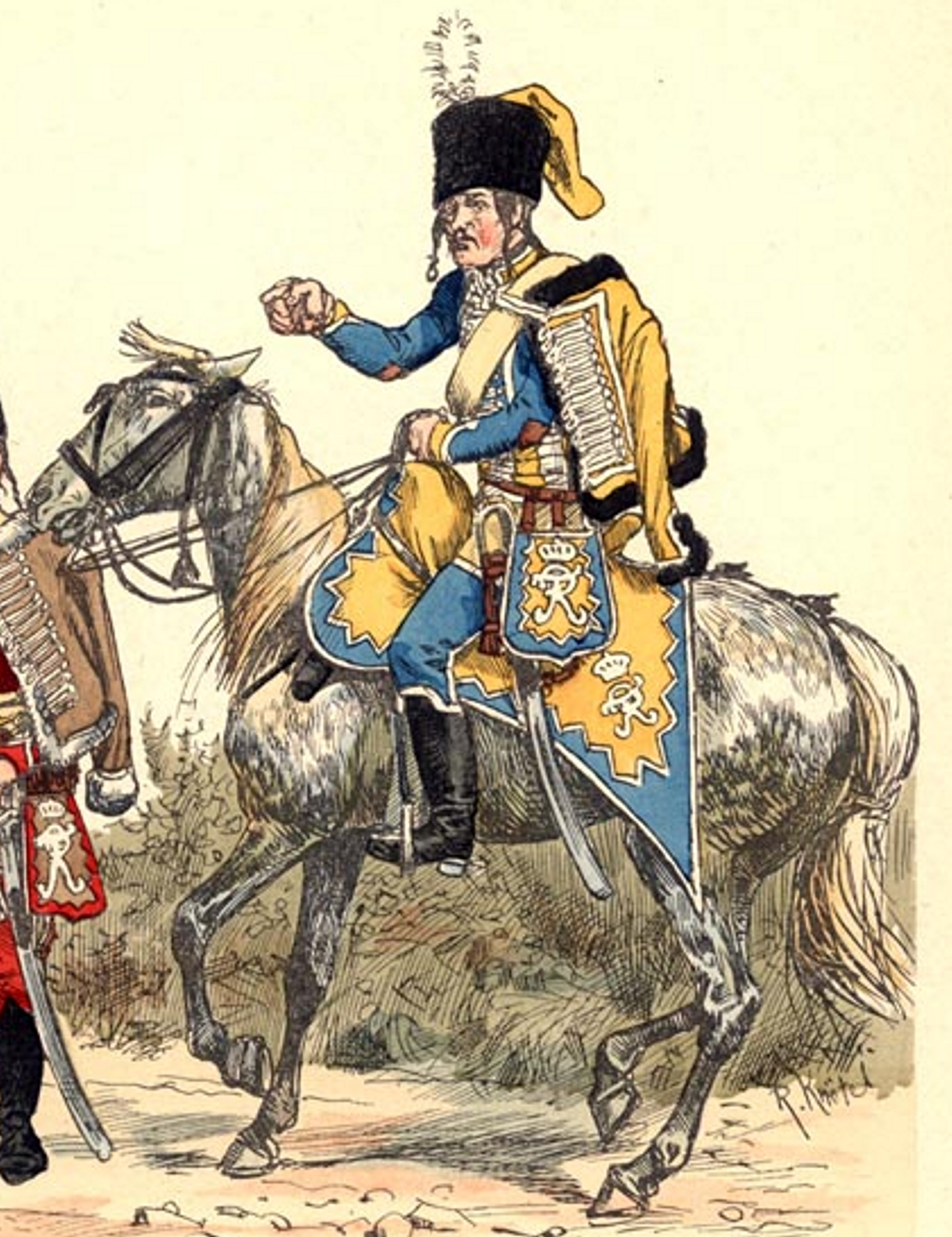
Hussard de Magdebourg en 1763 par Richard Knötel.
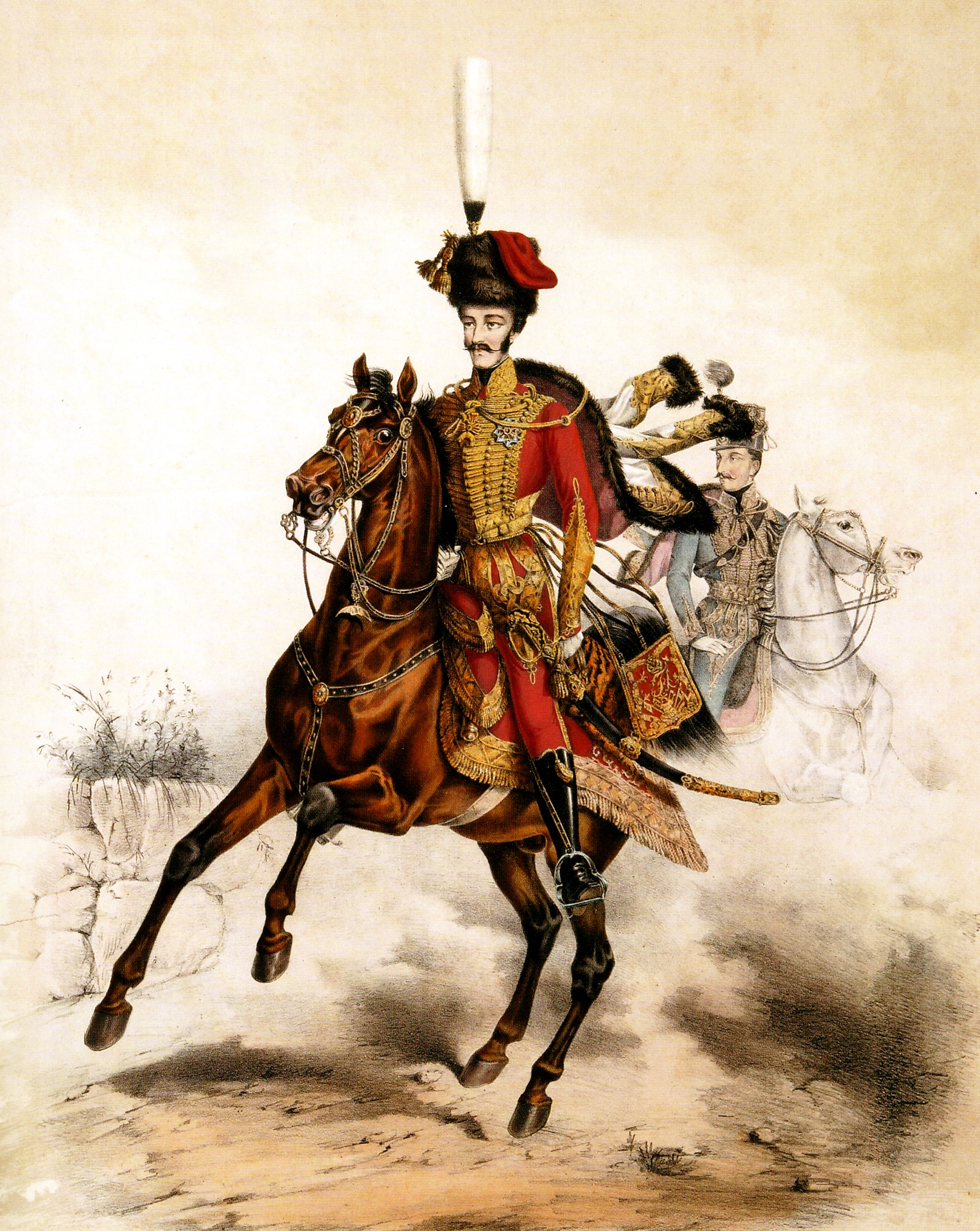
Hussard polonais en grande tenue par Franz Xaver Zalder.
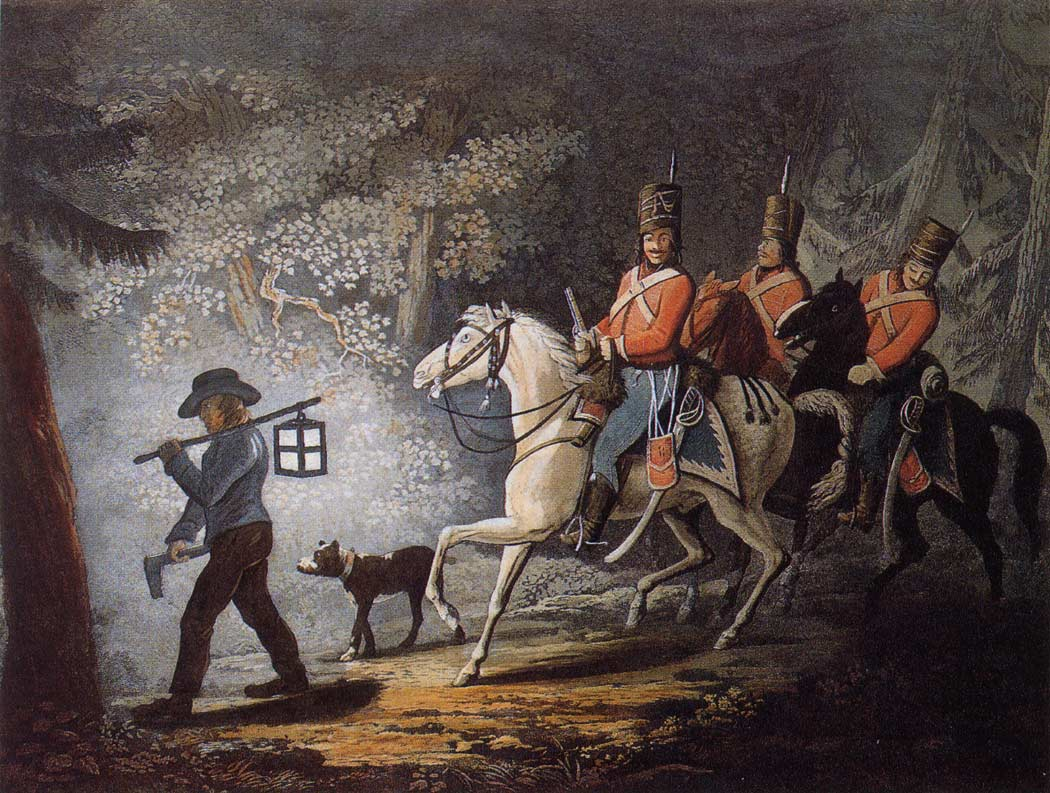
Hussard hessois durant la guerre d'indépendance américaine, par Conrad Gessner en 1799.
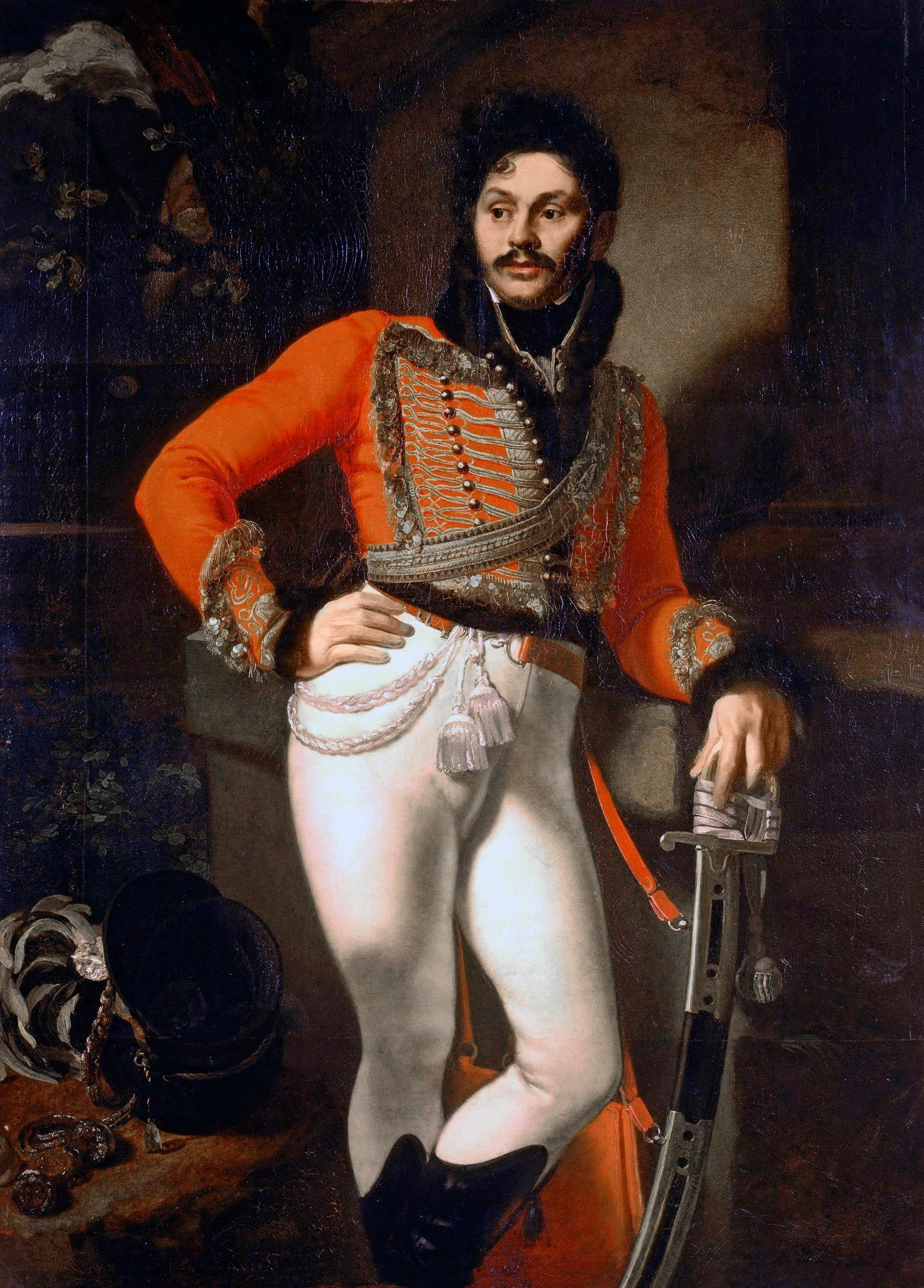
Colonel Evgraf Vladimirovitch Davydov en 1809 par Orest Kiprensky.
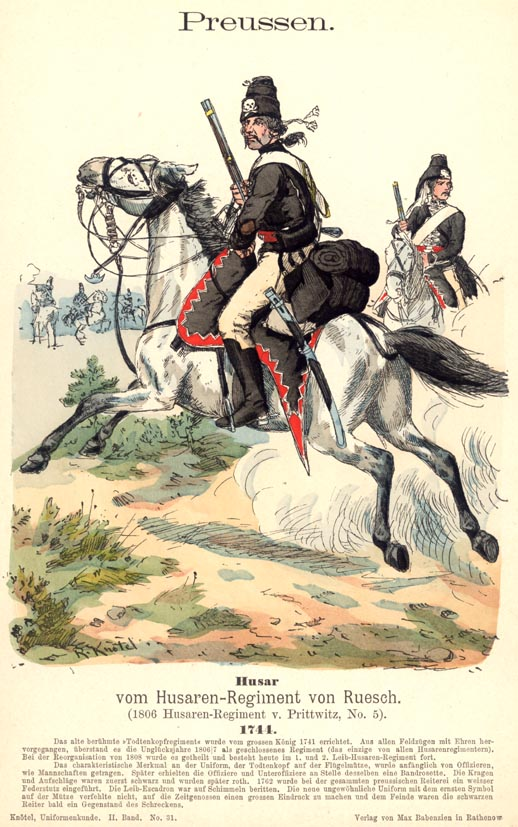
Hussard prussien du régiment von Ruesch (de) en 1744 par Richard Knötel.
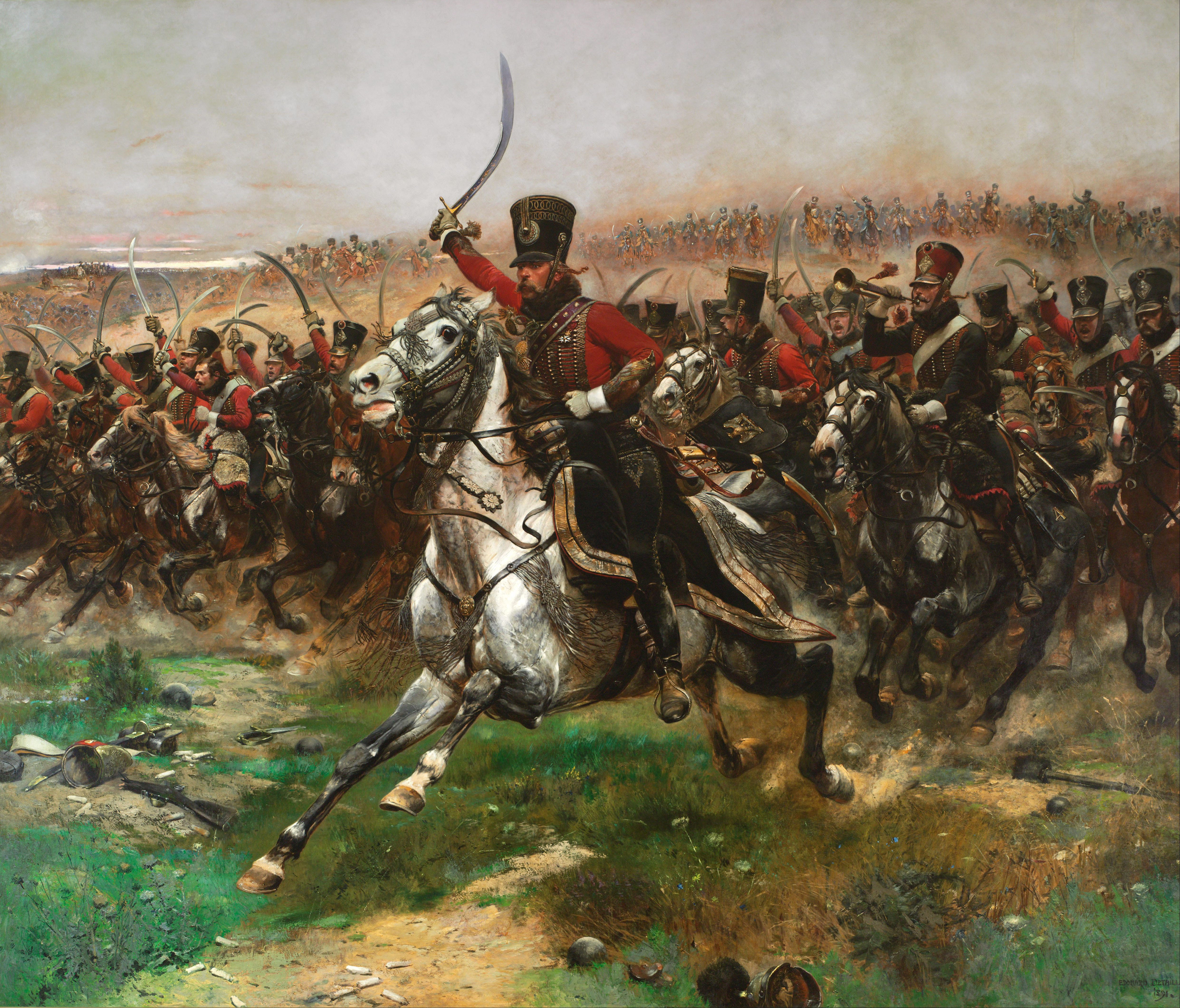
Hussards français du 4e régiment de hussards par Édouard Detaille en 1891.
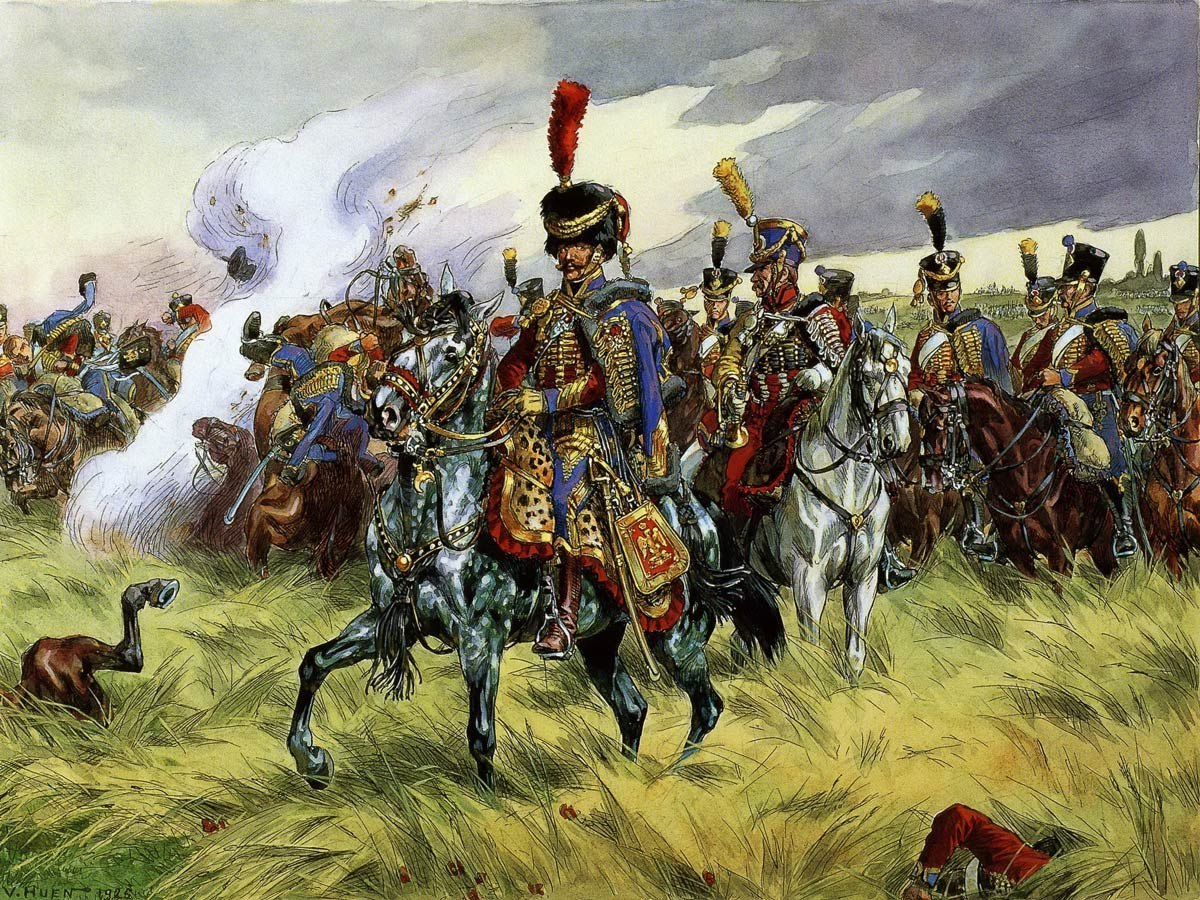
Hussards français du 9e régiment de hussards en 1809.
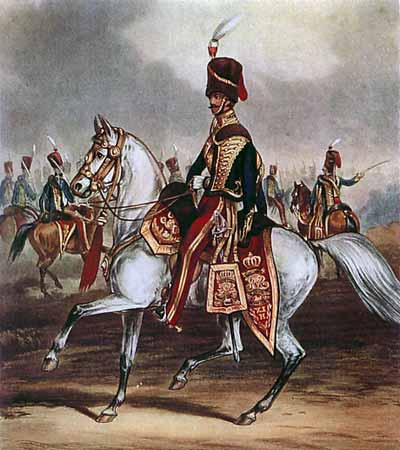
Officier hussard anglais du 11e régiment en 1856.
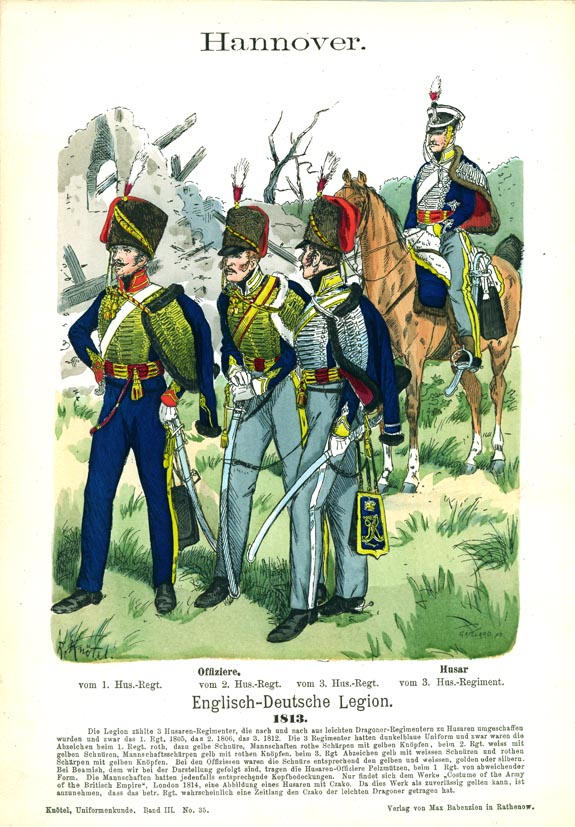
Hussards de la Légion anglo-allemande en 1813 par Richard Knötel.
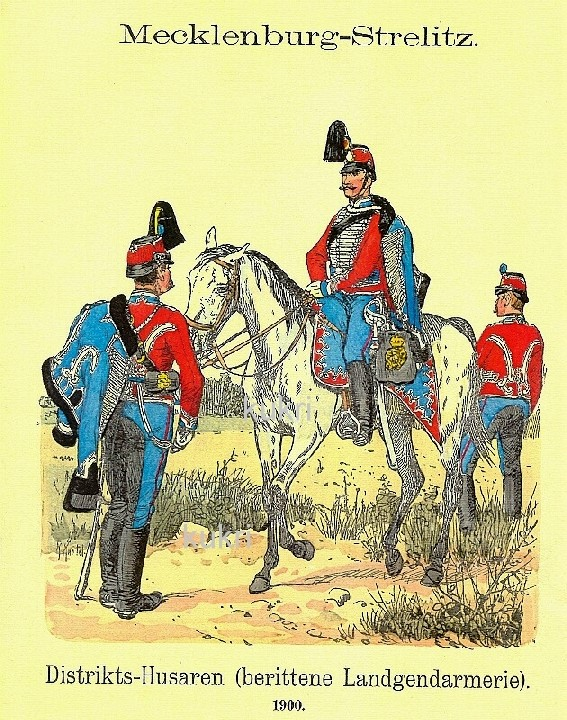
Hussards du régiment de Mecklenbourg-Strelitz en 1905 par Richard Knötel.
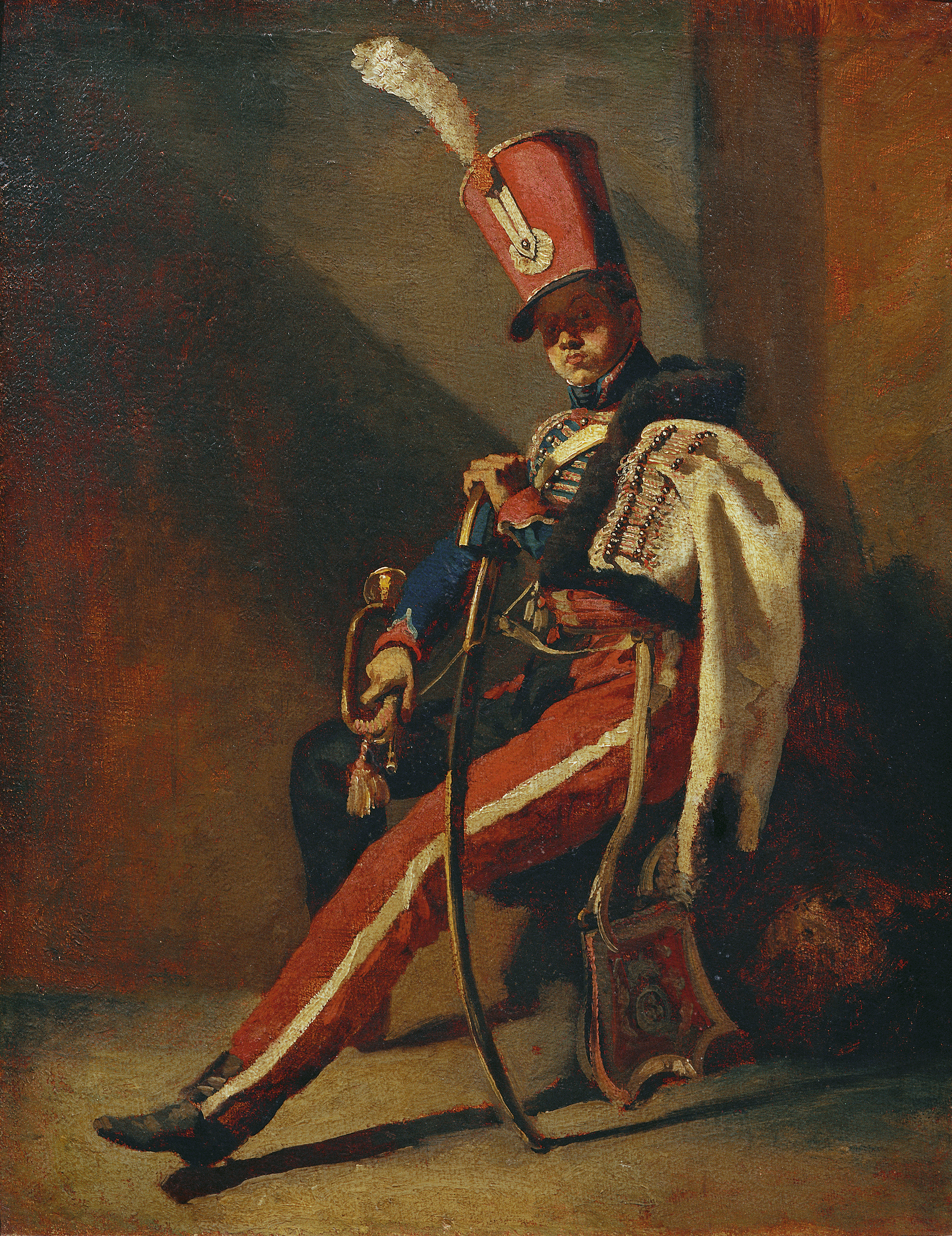
Trompette du régiment Colonel-Général en 1813 par Théodore Géricault.